# Zeugopodio
Lo zeugopodio, in zoologia (specialmente con riferimento allo scheletro degli arti dei vertebrati tetrapodi), è uno dei tre segmenti dell'arto pentadattilo (chiropterigio) anteriore e posteriore. In particolare, è il segmento intermedio tra lo stilopodio (prossimale) e l'autopodio (distale). Lo scheletro dello zeugopodio è rappresentato da due ossa lunghe e parallele (tibia/fibula e ulna/radio) articolate da un lato con lo stilopodio, dall'altro con il basipodio dell'autopodio.